# 宋錫全
宋锡全（19世纪？—1911年），湖南人。中国民主革命家。

## 生平
宋锡全早年成为日知会会员，后来又加入了文学社，他曾任新军第四十二标二营队官。武昌起义中，他担任民军第一协统领，被黎元洪电请湘督谭延闿以擅自退兵回湖南的罪名于军前正法。 